# Тархана
Тархана, или трахана  (греч. τραχανάς, перс. ترخینه،‎, тур. tarhana) — сухой продукт из ферментированной смеси зерна и кислого молока, предназначенный для длительного хранения. Благодаря содержанию кислот и низкому уровню влаги молочный белок сохраняется в тархане в течение длительного времени. Обычно используется для приготовления густого супа или каши с водой, бульоном или молоком.
Способ сохранения молока в виде высушенного теста, подобного макаронам, имеет персидское происхождение и широко распространён в странах Балканского полуострова. Рецептура может различаться в разных районах. Тархана — типичная заготовка, возникшая в ответ на необходимость сохранить имеющиеся в изобилии сезонные продукты на период их отсутствия. В сельских районах на протяжении веков тархана была основным продуктом питания. В современных городских условиях, когда доступны свежие продукты или имеется возможность хранить пищу в холодильнике, использование тарханы в кулинарии является исключительно делом вкуса.

## Изготовление
При производстве тарханы измельчённое зерно, муку или крупу смешивают с заквашенным или сброженным молоком, добавляют варёные овощи, соль, специи, пряности. Тесту дают перебродить в течение 4-5 дней, затем высушивают, измельчают и просеивают. Полученный порошок хранят в тканевых мешках или в глиняных сосудах в проветриваемых помещениях.
В результате брожения в тесте образуются молочная кислота и другие соединения, придающие тархане характерный кисловатый вкус и обеспечивающие сохранность молочных белков. В процессе брожения рН снижается до 3.4-4.2, а на стадии сушки до 6-10 % снижается влажность, в результате образуется среда, неблагоприятная для гнилостных бактерий, грибов и патогенных микроорганизмов.
В Армении тархану готовят из мацони и яиц, смешанных с пшеничной мукой и крахмалом в равных долях. Тесто разделывают на небольшие кусочки, высушивают и хранят в стеклянных банках. В Турции дроблёную пшеницу или грубую муку смешивают с йогуртом и заквашенными овощами, а затем высушивают. Греческая «трахана» содержит только дроблёную пшеницу или кускус и заквашенное молоко. В Болгарии и Македонии «трахану» готовят с йогуртом и добавляют любые доступные овощи — помидоры, сладкий перец, сельдерей, нут — и обильно сдабривают травами. Для приготовления тарханы в Турции и на Балканах используют растение колюченосник Сибтиорпа (Echinophora sibthorpiana), который здесь называют «тарханой».

## Использование в кулинарии
Тархану готовят как густой суп или кашу. Порошок замачивают в бульоне, воде или молоке, затем отваривают. В Турции «тархана чорбасы» считается самым популярным супом. В Албании суп из тарханы, приготовленной из пшеничной муки и йогурта, подают с хлебными сухариками (крутонами). На Кипре тархану считают местным деликатесом и часто подают с кусочками сыра халлуми.

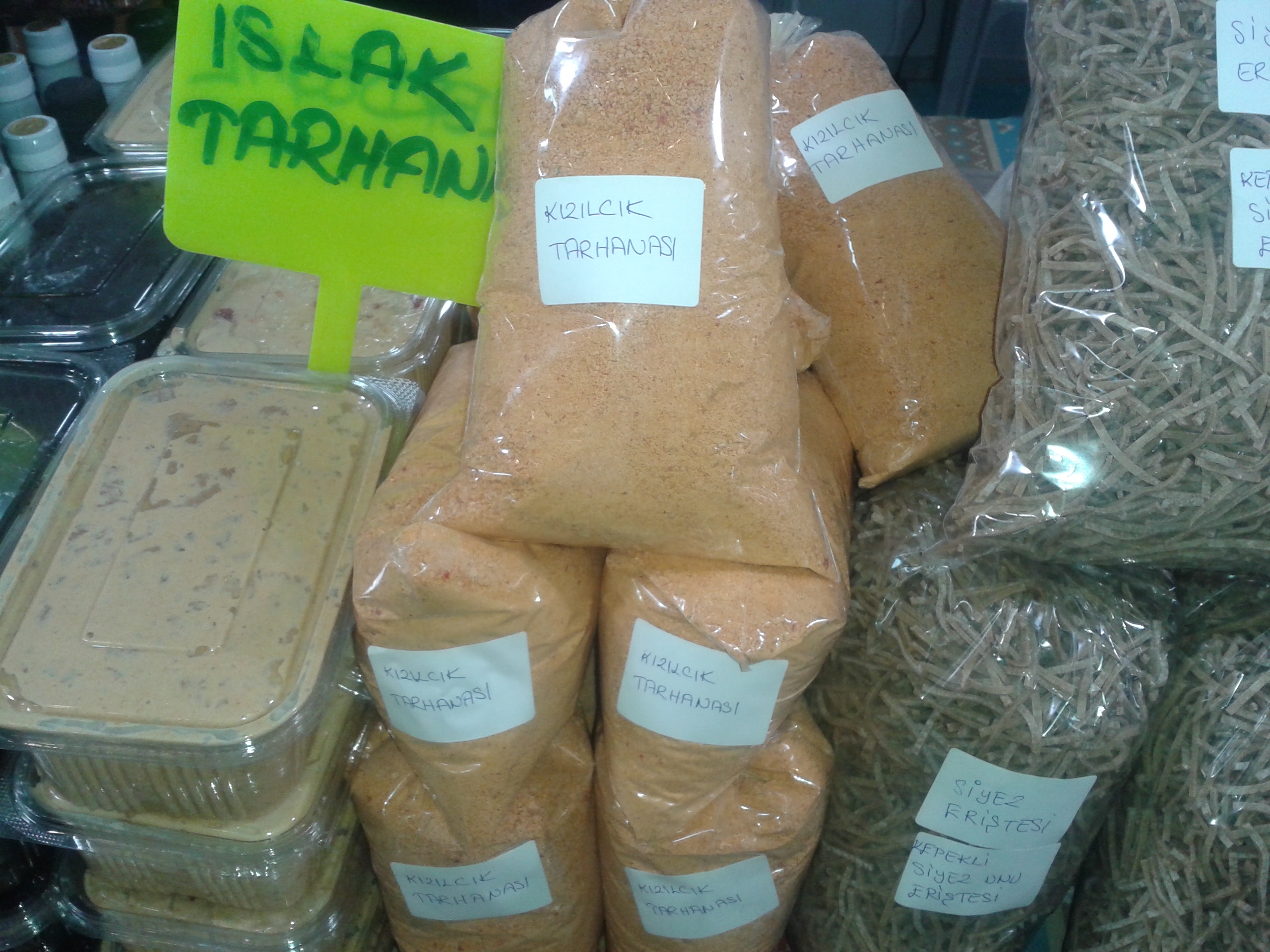
Различные виды тарханы на рынке в Турции
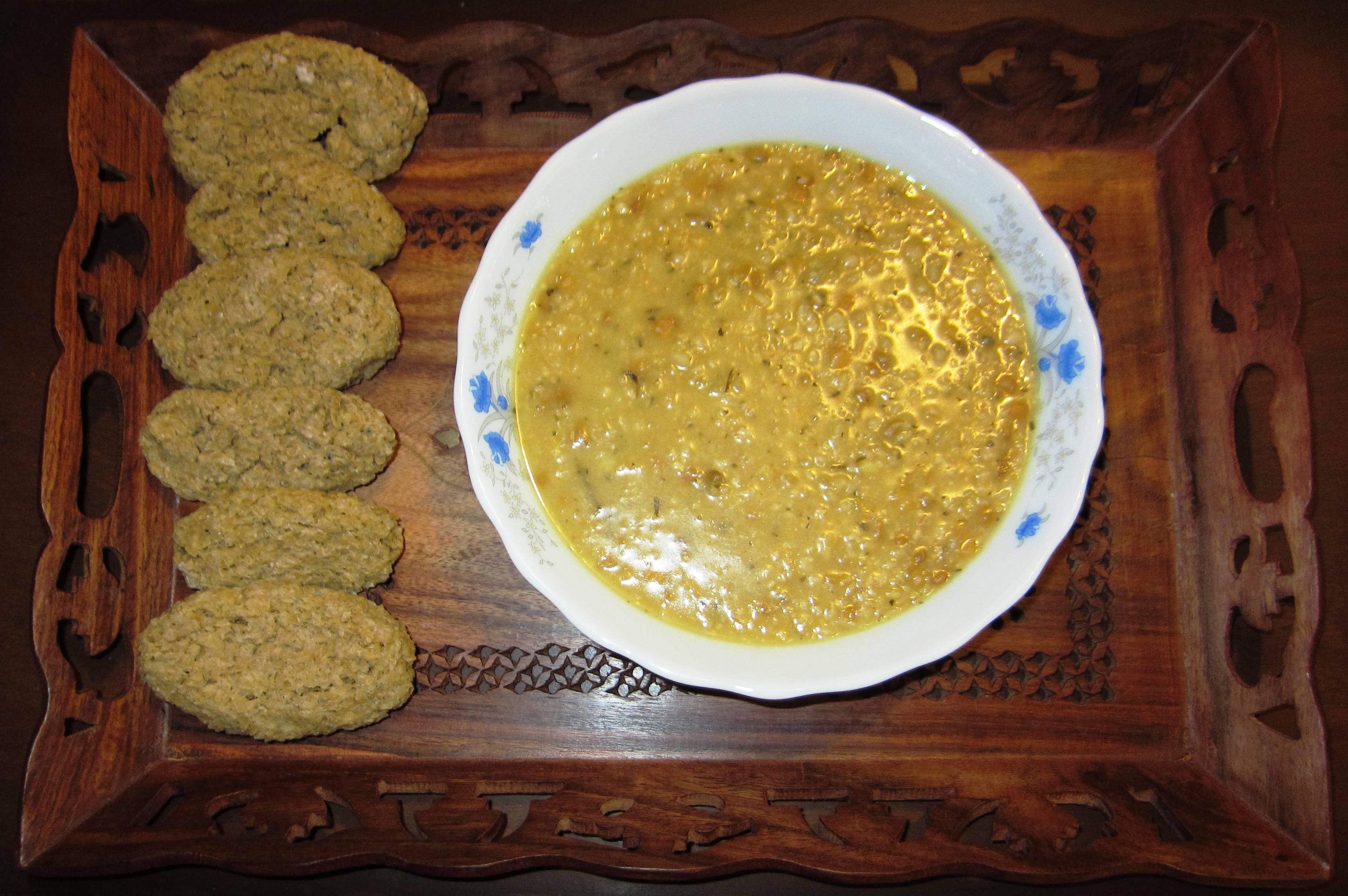
Тархана: заготовка (слева) и готовое блюдо (справа)
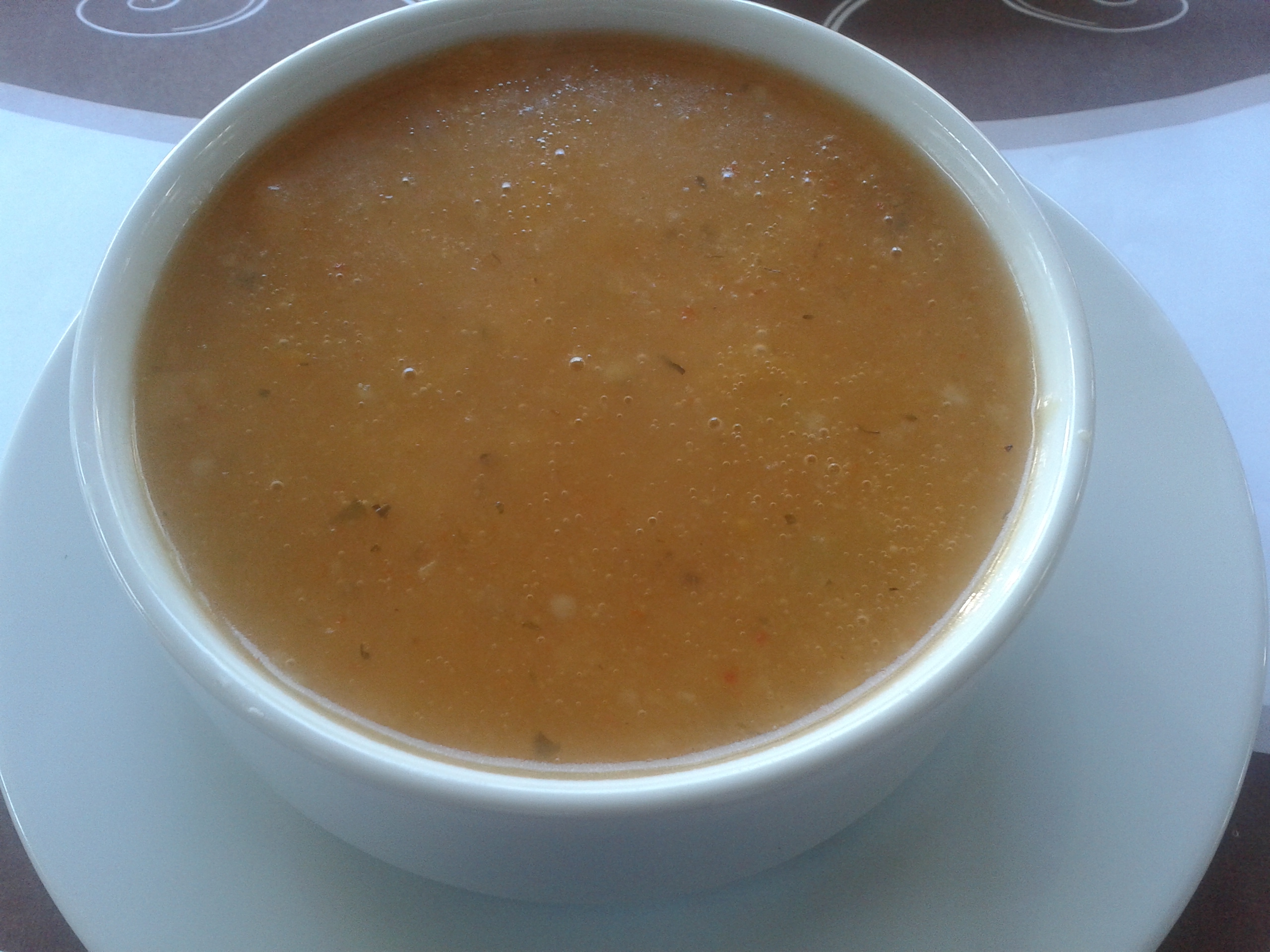
Турецкий тархана чорбасы